# Gabriel Palowski
Gabriel Palowski (16. března 1921 Karviná – 1. prosince 1999 Třinec ) byl polský básník a malíř. Patřil mezi zakladatele literární skupiny Grupa Literackia ’63 (Literární skupina ’63). Publikoval v polském, českém a zaolžanském tisku.

## Životopis
Narodil se v Karviné v hornické kolonii Gabriela. Většinu svého života strávil v Třinci. Jeho profesní život byl spjat s Třineckými železárnami, kde pracoval jako dělník a technik v patentovém oddělení.
V roce 1939 jako osmnáctiletý mladík chtěl utéci na Západ, ale byl zajištěn gestapem a uvězněn. Nejdříve byl krátce v Osvětimi a potom v koncentračním táboře Buchenwald. Po několika neúspěšných pokusech uprchnout do Anglie, onemocněl tuberkulózou a zachránil ho penicilin od jeho přítele z Anglie.
Po válce se stal aktivním organizátorem kulturního a literárního života v Třinci. Působil také jako spolupořadatelem Festivalu polské písně. Patřil mezi zakladatele literární skupiny polských autorů Grupa Literackia ’63 (Literární skupina ’63) v Třinci. Také spoluzakládal satirický soubor „Smyky“ v Lesné. Účastnil se mnoha literárních soutěží v Polsku i Československu. Publikoval v polském, českém a zaolžanském tisku.

## Tvorba
Gabriel Palowski pracoval jako inženýr, ale ve volném čase psal básně a maloval. Podílel se na kvalitativním vývoji a námětovém zpestření lokální poezie. Svojí poetikou byl blízký Tadeuszi Różewiczovi. Ve své tvorbě se vracel k událostem válečných let a vycházel z vlastních zážitků. Hodnotil svět z pohledu člověka, který ztratil mládí během kruté války. V pozdních básních nečerpal již tolik z válečných vzpomínek, ale stále se v nich objevuje pesimismus a pochyby o smyslu tohoto světa.
Zabýval se reflexní a krajinářskou poezií se sociálními motivy. Krajina beskydské přírody se prolínala s obrazy hornických usedlostí (například básně „Beskydské ticho“, „Beskydská noc“, „Beskydský oltář“). U této části jeho tvorby lze nalézt podobu s tvorbou Wilhelma Przeczka. Nostalgií a melancholií připomíná spíše Henryka Jasiczeka. V roce 1969 vydal společně s Januszem Gaudynem svoji první sbírku Duet.

### Sbírky poezie
- Duet (1969) – spoluautor Janusz Gaudyn, Třinec
- Liryki (1980), Třinec
- Obecność (1982) – spoluautor Piotr Horzyk, Třinec
- Z této země (1984) – spoluautor Piotr Horzyk a Jan Pyszka
- Dotykanie czasu (1986), Ostrava
- Láska za soumraku (1990)
- Dlaně (1994), Třinec
- Przed progiem (1999)

#### Redakce Piotr Horzyk
- Úzkost - Neklid (2011) – dvojjazyčná básnická sbírka, překlad Eva Sobková,
- A půjdu (2017)
- Paměti člověka (2022), Český Těšín

#### Volné listy poezie
Liryka codzienności, Erotyki (1975), Tobie ziemio (1984), Krzyk zielonej ciszy (1992), Zakola pamięci (1996), Przed progiem (1996), Niepokój (2011), I pójdę... (2017).

#### A půjdu
Sbírku básní vydal na vlastní náklady přítel Petr Horzyk. S básníkem se seznámil v roce 1973, když se potkali v Literární skupině 63. Sešit s verši a kresbami získal z pozůstalosti od jeho manželky Helena Palowské. Ve sbírce vyšlo devětatřicet básní z let 1998 – 1999. Název dostala sbírka podle jedné z básní.

#### Paměti člověka
Sbírka vyšla díky redaktorské práci Petra Horzyka a jeho manželky Renaty. Redakčně byla koncipována jako průřez autorovy tvorby spojené s jeho životem.

### Publikace GL´63
- Z tej ziemi (Třinec 1983) Piotr Horzyk, Gabriel Palowski, Jan Pyszko – spoluautorství
- Samosiewy (Třinec 1988) kolektiv autorů, redakce Piotr Horzyk
- Przemijanie dni (Třinec 1990) kolektiv autorů, redakce Piotr Horzyk
- Miłość o zmierzchu (Třinec 1990) Gabriel Palowski, redakce Piotr Horzyk
- Krzyk zielonej ciszy (Třinec 1992) Gabriel Palowski, redakce Piotr Horzyk
- Zakola pamięci (Třinec 1996) Gabriel Palowski, redakce Piotr Horzyk
- Karwińsko opuka (Třinec 1997)
- Odnajdywanie siebie (PROprint Český Těšín 2003) Kazimierz Kaszper, Piotr Horzyk

### Časopisecké publikace
- Głos Ludu, Zwrot, Przekrój, Hutník, Perspektivy.
- Almanachy a antologie: Profile (Třinec 1966)
- Gronie, nasze gronie (Bielsko-Biała 1978)
- Słowa i krajobrazy (Katowice 1980)
- Městu – Miastu (Třinec 1981)
- Tobie ziemio (Třinec 1985)
- Suita zaolziańska (Opole 1985)
- Samosiewy (Třinec 1988)
- Větrná pošta (Ostrava 1988)
- Przemijanie dni (Třinec 1990)
- Z biegiem Olzy (Katowice 1990)